# Antibiòtic quinolònic

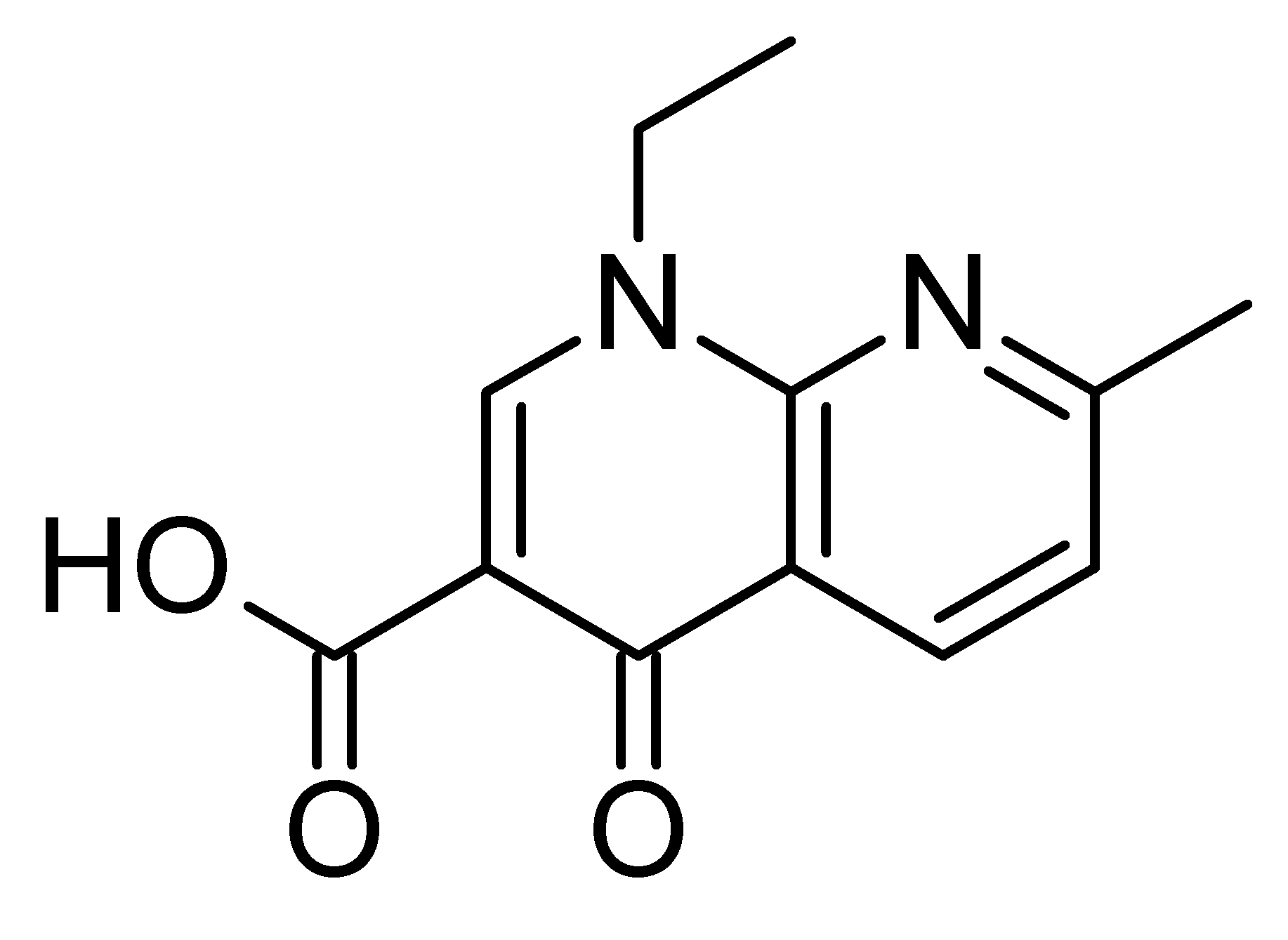
Àcid nalidíxic

Ciprofloxacina

Levofloxacina

Trovafloxacina

Els antibiòtics de quinolones tenen un ampli espectre.
La primera generació d'aquest grup d'antibiòtics començà amb la introducció de l'àcid nalidíxic el 1962 per tractar infeccions del tracte urinari en humans. L'àcid nalidíxic va ser descobert per George Lesher en un intent de síntesi de la cloroquina.
Posteriorment i gairebé tots els antibiòtics del grup són fluoroquinolones, que contenen un àtom de fluor en la seva estructura química i són efectius contra els bacteris gramnegatius i grampositius. Un exemple és ciprofloxacina, un dels antibiòtics més utilitzats arreu del món.

Prevenen que l'ADN bacterià es desenrotlli i es dupliqui.

## Efectes adversos
En general les fluoroquinolones són ben tolerades amb efectes adversos de suaus a moderats però n'hi pot haver de seriosos.
Les fluoroquinolones tenen un alt risc de desenvolupar infeccions de Clostridium difficile i MRSA.

## Primera generació
Actualment la primera generació de quinolones s'usa rarament.
| Fàrmac         | Nom comercial (Espanya) | Nom comercial      | Notes                |
| -------------- | ----------------------- | ------------------ | -------------------- |
| cinoxacina     | -                       | Cinobac            | Treta de l'ús clínic |
| flumequine     | -                       | Flubactin          | en veterinària)      |
| àcid nalidíxic | -                       | NegGam, Wintomylon | genotòxic carcinogen |
| àcid oxolínic  | -                       | Uroxin             |                      |
| àcid piromídic | -                       | Panacid            |                      |
| àcid pipemídic | Galusan, Nuril          | Dolcol             |                      |
| rosoxacina     | -                       | Eradacil           |                      |

## Segona generació
De vegades se subdivideix entre "Classe 1" i "Classe 2".
| Fàrmac         | Nom comercial (Espanya)                        | Nom comercial                       |
| -------------- | ---------------------------------------------- | ----------------------------------- |
| ciprofloxacina | EFG, Baycip, Ciproxina, Globuce, tòpic (varis) | Zoxan, Ciprobay, Cipro, Ciproxin    |
| enoxacina      | -                                              | Enroxil, Penetrex                   |
| fleroxacina    | -                                              | Megalone, Roquinol                  |
| lomefloxacina  | -                                              | Maxaquin                            |
| nadifloxacina  | crema: Nadixa                                  | Acuatim, Nadoxin, Nadixa            |
| norfloxacina   | EFG, col·liri: Chibroxin                       | Lexinor, Noroxin, Quinabic, Janacin |
| ofloxacina     | EFG, Exocin, Oflovir                           | Floxin, Oxaldin, Tarivid            |
| pefloxacina    | -                                              | Peflacine                           |
| rufloxacina    | -                                              | Uroflox                             |

## Tercera generació
Al contrat que la primera i segona generació la tercera és efectiva contra estreptococs.
| Fàrmac         | Nom comercial (Espanya) | Nom comercial    |
| -------------- | ----------------------- | ---------------- |
| balofloxacina  | -                       | Baloxin          |
| grepafloxacina | -                       | Raxar            |
| levofloxacina  | EFG,Tavanic             | Cravit, Levaquin |
| pazufloxacina  | -                       | Pasil, Pazucross |
| sparfloxacina  | -                       | Zagam            |
| temafloxacina  | -                       | Omniflox         |
| tosufloxacina  | -                       | Ozex, Tosacin    |

### Quarta generació
Actua contra la girasa de l'ADN i la topoisomerasa IV.
| Fàrmac         | Nom comercial (Espanya)        | Nom comercial                |
| -------------- | ------------------------------ | ---------------------------- |
| clinafloxacina | -                              |                              |
| gatifloxacina  | -                              | Zigat, Tequin, Zymar (opth.) |
| gemifloxacina  | -                              | Factive                      |
| moxifloxacina  | EFG, Actira, col·liri: Vigamox | Avelox,Vigamox               |
| sitafloxacina  | -                              | Gracevit                     |
| trovafloxacina | -                              | Trovan                       |
| prulifloxacina | -                              | Quisnon                      |

### En desenvolupament
| Fàrmac       | Nom comercial (Espanya) | Nom comercial |
| ------------ | ----------------------- | ------------- |
| garenoxacin  | -                       | Geninax       |
| delafloxacin | -                       |               |

## Ús veterniari
| Fàrmac         | Nom comercial               |
| -------------- | --------------------------- |
| danofloxacina  | Advocin, Advocid            |
| difloxacina    | Dicural, Vetequinon         |
| enrofloxacina  | Baytril                     |
| ibafloxacina   | Ibaflin                     |
| marbofloxacina | Marbocyl, Zenequin          |
| orbifloxacina  | Orbax, Victas               |
| sarafloxacina  | Floxasol, Saraflox, Sarafin |